# Bryoerythrophyllum jamesonii
Bryoerythrophyllum jamesonii là một loài Rêu trong họ Pottiaceae. Loài này được (Taylor) H.A. Crum mô tả khoa học đầu tiên năm 1957.